# Кеттерле, Вольфганг
Вольфганг Ке́ттерле (нем. Wolfgang Ketterle; род. 21 октября 1957, Гейдельберг) — немецкий физик, лауреат Нобелевской премии по физике за 2001 год, совместно с Эриком Корнеллом и Карлом Виманом.

## Биография
Вольфганг Кеттерле был вторым ребёнком в семье с тремя детьми. Окончил курсы подготовки к университету (Abitur) в гимназии имени Бунзена в Гейдельберге. В 1976 году приступает к изучению физики в Гейдельбергском университете. После защиты преддиплома переходит в Мюнхенский технический университет, где начинает заниматься теоретической физикой. В 1982 году защищает диплом по теме релаксации спина в неупорядоченных материалах и переходит в Институт квантовой оптики общества Макса Планка в Гархинге. Впоследствии переходит в Мюнхенский университет имени Людвига Максимилиана в группу Герберта Вальтера, где в 1986 году защищает диссертацию по теме «Спектроскопия гидридов гелия и трёхатомных молекул водорода».
После пребывания в Гархинге Кеттерле возвращается в Гейдельберг, где на кафедре Юргена Вольфрума проводит исследования по двигателям внутреннего сгорания. В 1990 году он снова меняет область деятельности и переселяется в США, чтобы в группе Дэйва Притчарда работать над задачей охлаждения лазером. В 1993 году он присоединился к физическому факультету МТИ, где до сих пор занимает кафедру физики, спонсируемую фондом имени Джона Мак-Артура.
В 2011 году Кеттерле женился на Мишель Плотт. У него пятеро детей, трое из них от первого брака с Габриелле Зауэр.

## Достижения
Во время аспирантуры Кеттерле удалось доказать существование гидрида гелия (HeH) и впервые получить спектры этой молекулы. Во время постдоковской работы в Гархинге ему удалось, кроме того, полностью объяснить эти спектры. Позднее Герберт Вальтер описал его работу одним предложением: «Он создал новую область физики и сам же её убил».
В 1995 году Кеттерле был одним из первых, кому удалось создать конденсат Бозе — Эйнштейна. В 1997 году он продемонстрировал атомный лазер.
В 2001 году совместно с Эриком Корнеллом и Карлом Вименом был удостоен Нобелевской премии по физике «за экспериментальное наблюдение бозе-эйнштейновской конденсации в разреженных газах атомов щелочных металлов и за первые фундаментальные исследования свойств таких конденсатов».
В 2005 году экспериментально доказал высокотемпературную сверхтекучесть в фермионном конденсате.
В 2014 году пробежал Бостонский марафон с личным рекордом 2:44:06.

## Награды
- 1996 — Стипендиат Дэвида и Люси Паккард[англ.]
- 1997 — Премия имени Раби, Американское физическое общество
- 1997 — Премия Густава Герца[нем.], Немецкое физическое общество
- 1998 — Награда журнала Дискавер за технические инновации
- 1999 — Премия Фрица Лондона по физике низких температур
- 1999 — Премия имени Дэнни Хайнемана, Гёттингенская академия наук
- 2000 — Медаль Бенджамина Франклина по физике
- 2001 — Нобелевская премия по физике
- 2002 — Орден «За заслуги перед Федеративной Республикой Германия»
- 2004 — Награда имени Киллиана МТИ
- 2009 — Wolfgang-Paul-Vorlesung[нем.]
- 2019 — Серебряная медаль председателя Сената Чехии (Чехия)[8]

В 2002 году избран иностранным членом Национальной академии наук США, в 2011 году — Российской академии наук.

## Общественная деятельность
В 2016 году подписал письмо с призывом к Greenpeace, Организации Объединённых Наций и правительствам всего мира прекратить борьбу с генетически модифицированными организмами (ГМО).